# Hettlingen (Szwajcaria)
Hettlingen (gzu. Hettlinge) – miejscowość i gmina (Politische Gemeinde) w północnej Szwajcarii, w kantonie Zurych, w okręgu (Bezirk) Winterthur. 

## Demografia
W Hettlingen mieszka 3118 osób. W 2021 roku 9,2% populacji gminy stanowiły osoby urodzone poza Szwajcarią.

## Transport
Przez teren gminy przebiega droga główna nr 15.